# Adesmia atuelensis
Adesmia atuelensis är en ärtväxtart som beskrevs av Arturo Erhardo Erardo Burkart. Adesmia atuelensis ingår i släktet Adesmia och familjen ärtväxter. Inga underarter finns listade i Catalogue of Life.